# St. Martin (Lahnstein)
Die St.-Martin-Kirche ist eine römisch-katholische Pfarrkirche in Oberlahnstein, einem Ortsteil von Lahnstein, im Rhein-Lahn-Kreis, Rheinland-Pfalz.

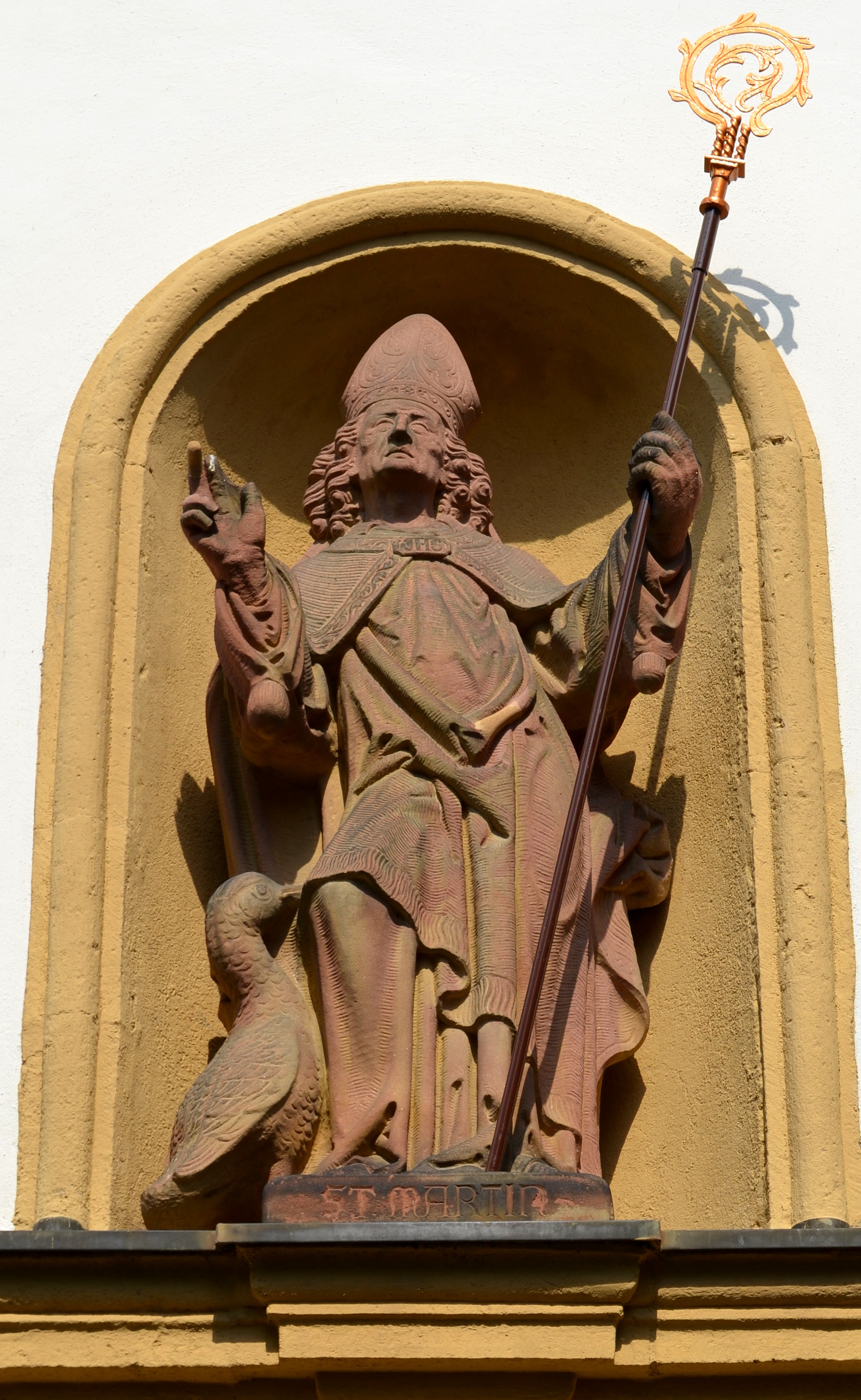
Figur des heiligen Martin von Tours mit Gans über dem Hauptportal

## Baugeschichte
Die ältesten Teile der Kirche sind die um 1190 erbauten spätromanischen Türme, die den Chor flankieren und zu einer ehemaligen Basilika gehörten. Der Nordturm ist in der ursprünglichen Form erhalten, der Südturm erhielt im 14. Jahrhundert eine gotische Spitze. Der gotische Chor mit zwei Kreuzgewölben entstand 1332. Das romanische Mittelschiff wurde 1775 abgerissen und bis 1777 durch ein barockes Mittelschiff im Hallenstil ersetzt. Von 1895 bis 1899 wurden die Seitenschiffe mit den Seitenchören im Stil der Neugotik angefügt. Der Geschossaufsatz des Südturms mit spitzem Turmhelm stammt von 1864.
1954 wurden die Sockel der Türme entfernt und die Türme mit einer Stahlkonstruktion in Höhe des Deckenraumes abgefangen, sodass der Kirchenraum erweitert und der Hochaltar zwischen den Türmen aufgestellt werden konnte. Anfang der 1970er Jahre wurde der Hochaltar in das rechte Seitenschiff versetzt und der Kirchenraum erhielt seine heutige Gestalt.

## Ausstattung
Über dem westlichen Hauptportal steht eine Sandsteinskulptur des heiligen Martin von Tours mit Gans und Bischofsstab.
Im Inneren befinden sich eine gotische Figurengruppe Anna selbdritt (Anna mit Maria und Jesuskind) und eine Pietà vom Ende des 15. Jahrhunderts, die aus der 1882 versetzten und verkleinerten Wenzelkapelle stammt.
Die barocken Figuren von Johannes dem Täufer, Johannes dem Evangelisten und der Muttergottes standen bis zur Säkularisation im Prämonstratenserkloster Rommersdorf bei Neuwied.
Im rechten Seitenschiff steht der ehemalige Hochaltar im Stil der Neugotik von 1905, der Szenen aus dem Leben des heiligen Martin von Tours zeigt. Der ebenfalls neugotische Josefs-Altar im linken Seitenschiff wurde 1911 von dem Erkelenzer Bildhauer P. Tillmanns geschaffen. Beim rechten Seiteneingang ist ein Bildnis des heiligen Antonius von Padua angebracht, gefertigt von dem Oberlahnsteiner Bildhauer Caspar Weis im Jahr 1919. Das moderne Altarkreuz wurde 1974 im Rahmen der Neugestaltung des Kirchenraums installiert.
Das Geläut besteht aus fünf Glocken und hat ein Gesamtgewicht von 13,6 Tonnen. Die Martinusglocke wiegt 5,7 Tonnen und ist die größte Glocke am Mittelrhein.

## Orgel
Auf der Westseite des Hauptschiffes befindet sich die barocke Orgelempore mit einer wertvollen Stumm-Orgel aus den Jahren 1742–1744. Die Orgel des Orgelbauers Johann Michael Stumm besitzt 21 Register und wurde zuletzt 1968 von der Firma Johannes Klais Orgelbau aus Bonn grundlegend restauriert.

## Galerie

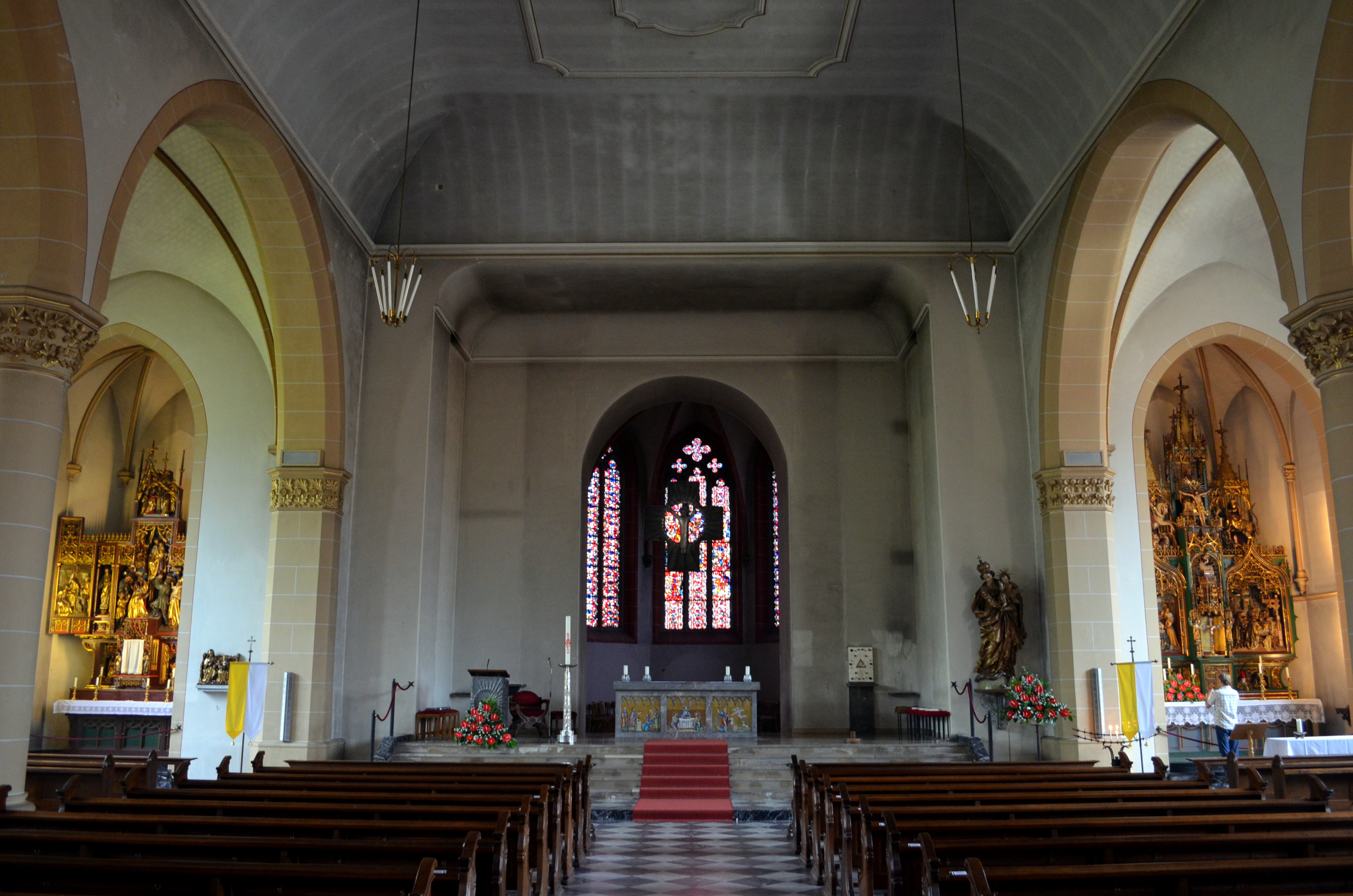
Innenraum
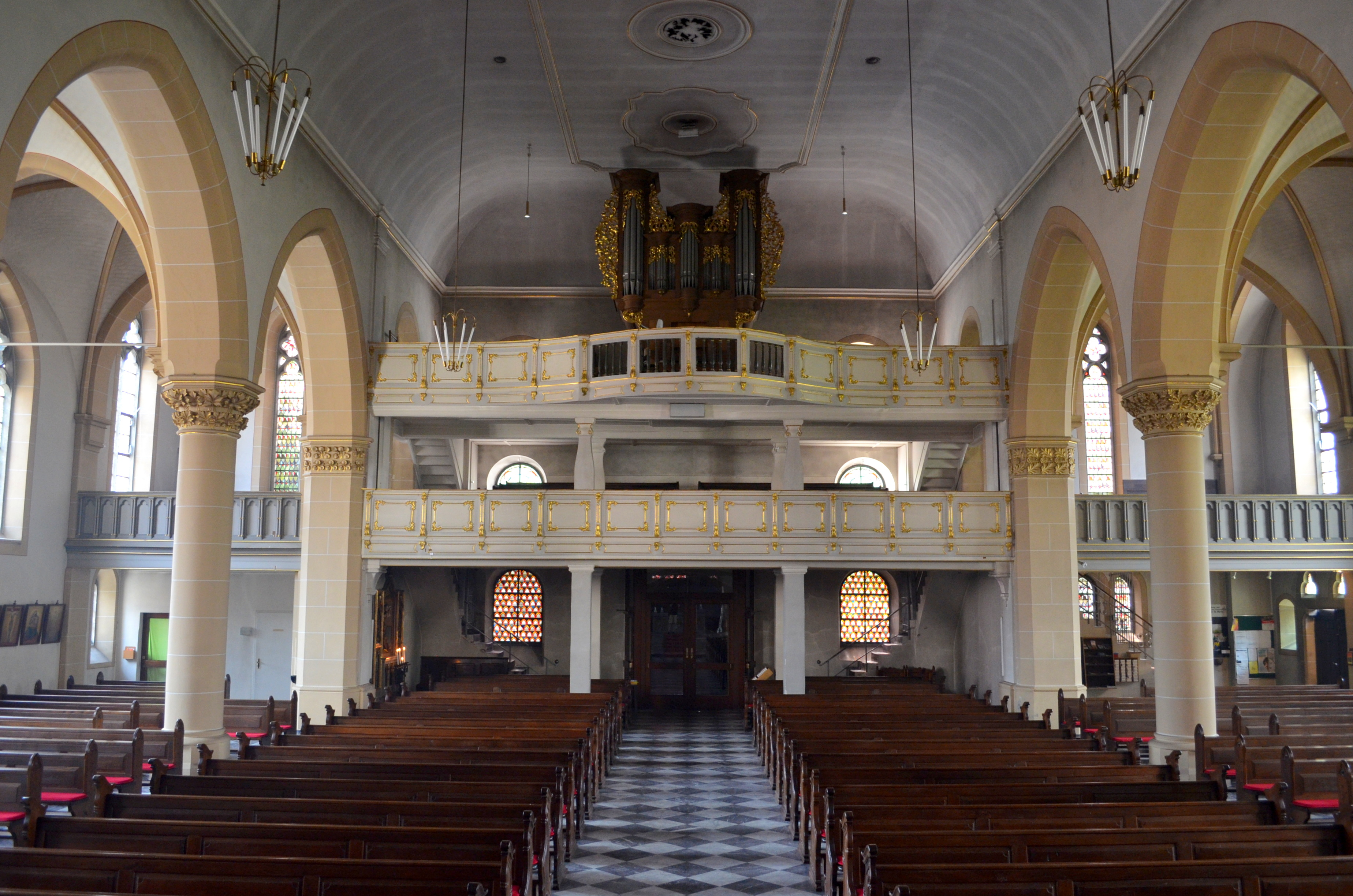
Barocke Orgelempore
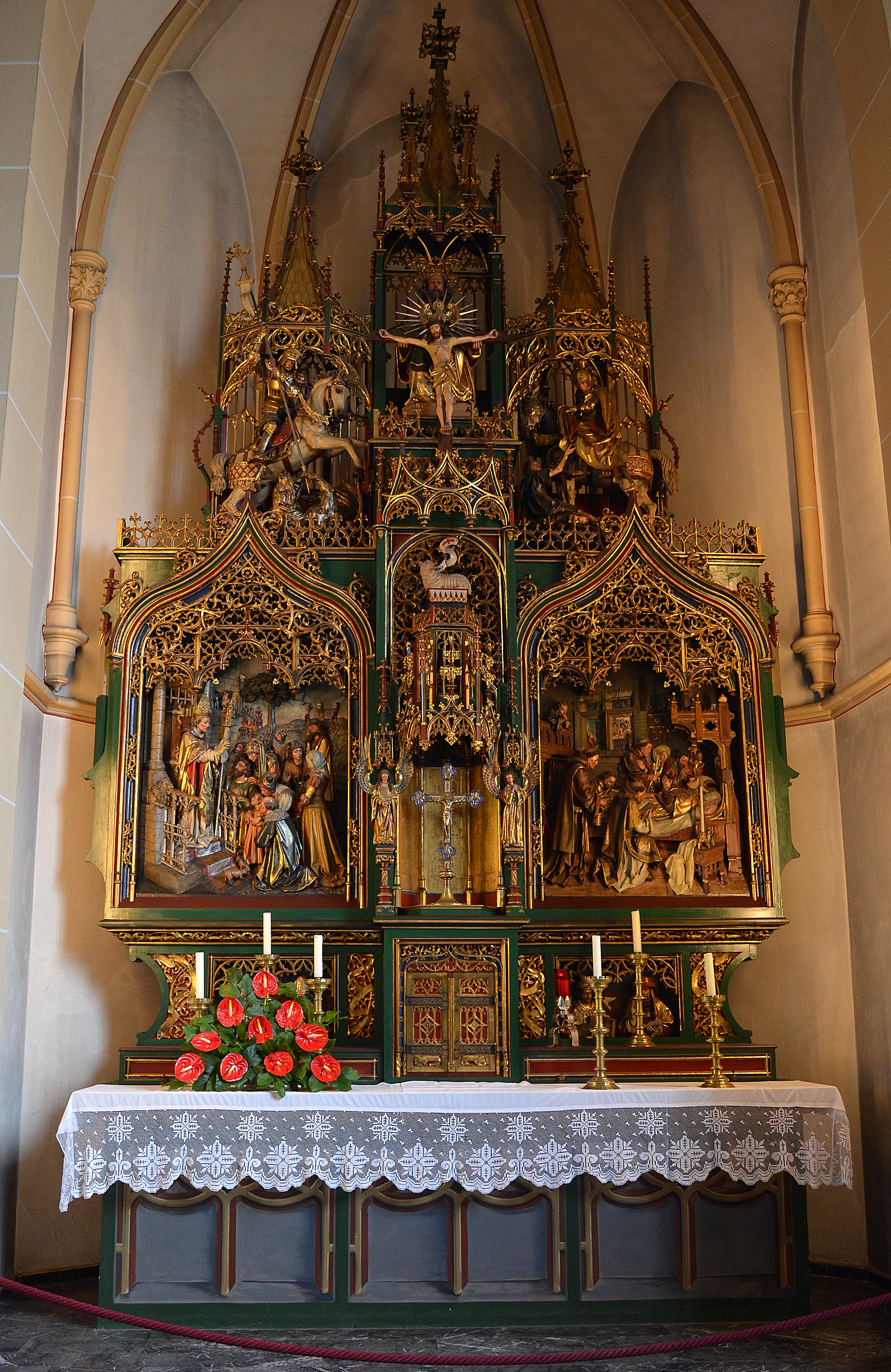
Ehemaliger Hochaltar, jetzt im rechten Seitenschiff
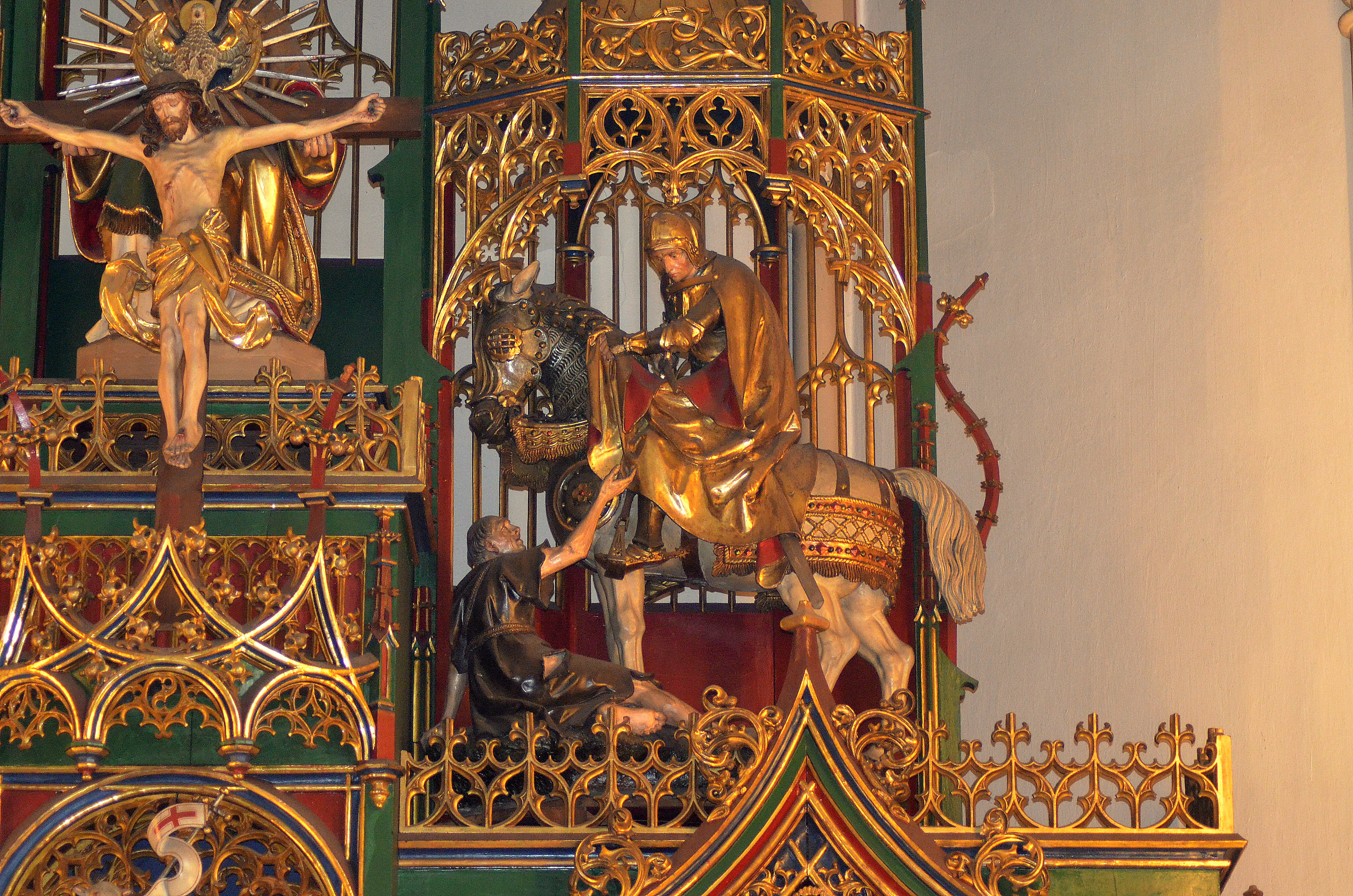
Detail des Hochaltars
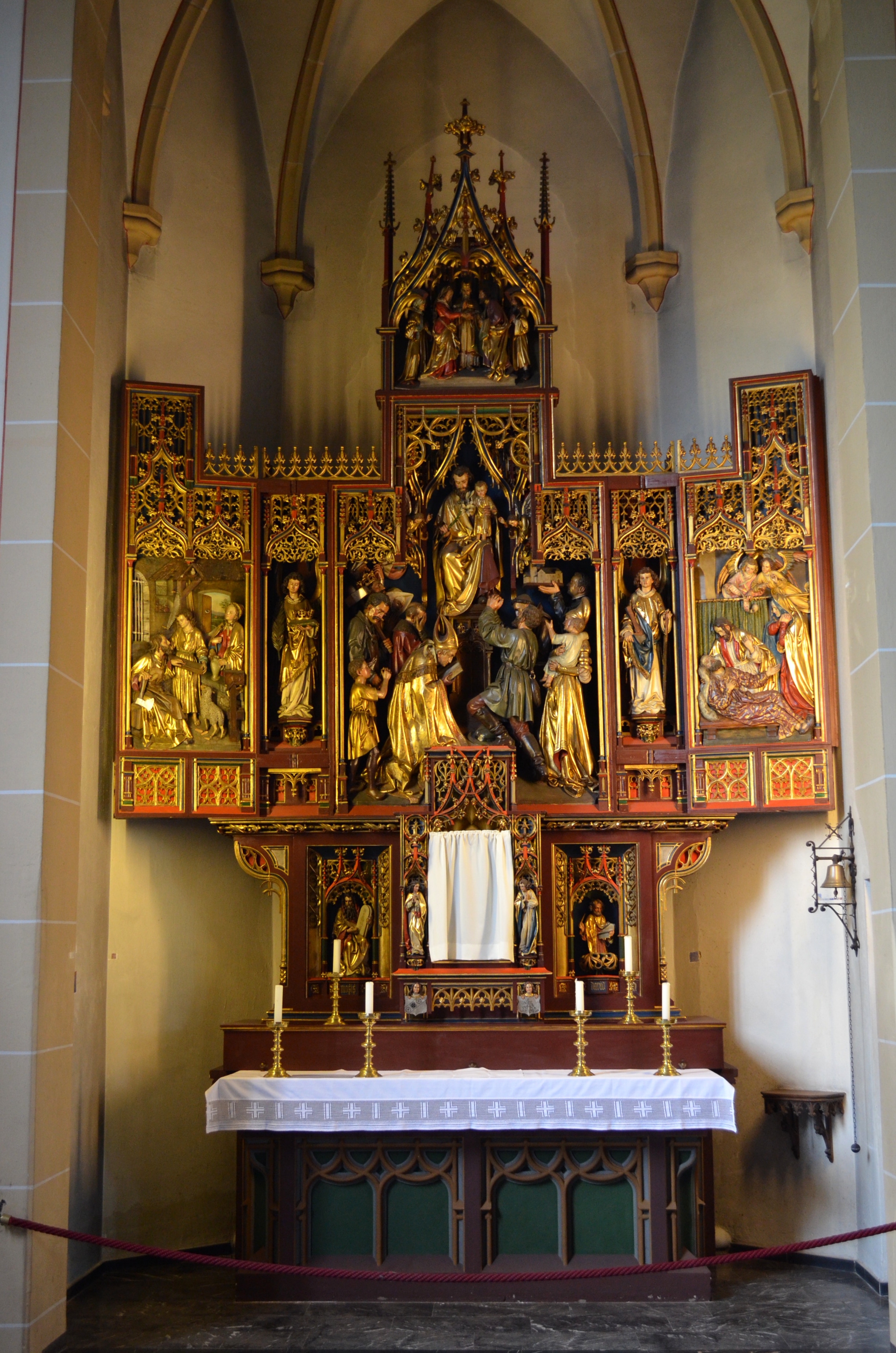
Josefsaltar im linken Seitenschiff